# Севастополь (Новий Південний Уельс)
Севастополь (англ. Sebastopol) — сільська громада в північно-східній частині Ріверіни в Новому Південному Уельсі, Австралія. Він розташований близько 15 кілометрів на південь від Темори і 19 кілометрів на північ від рифів Джуні.
Його назвали на честь Севастополя, місця важливої битви під час Кримської війни. Золото тут видобували приблизно з 1870 року. Севастопольська пошта відкрилася 7 березня 1870 р. і закрито в 1973 р. З 1871 по 1949 рік у Севастополі була школа.

Поблизу Севастополя розташована площа 248 гектарів сонячної електростанції потужністю 90 мегават, яка запрацювала в грудні 2021 року.

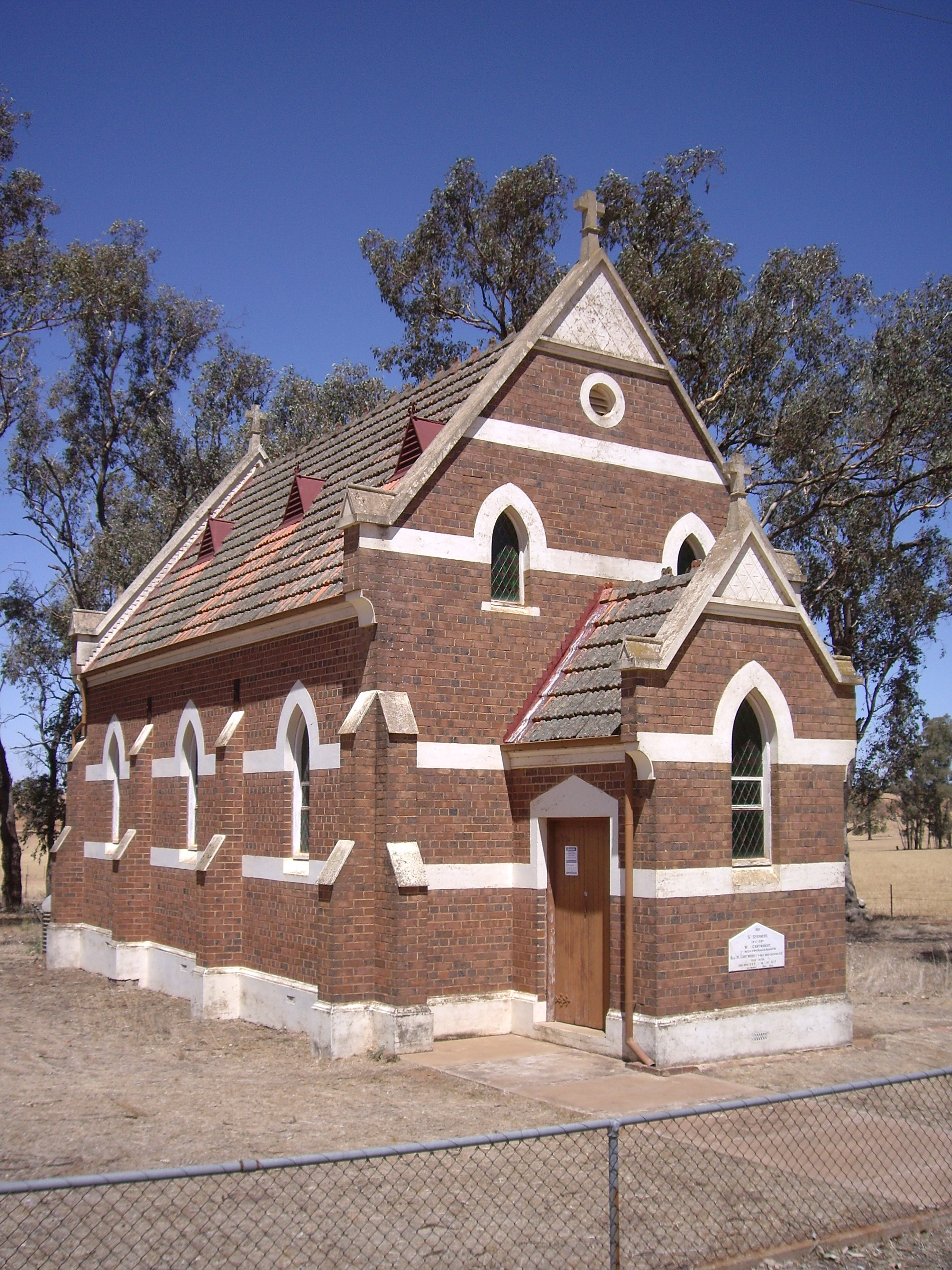
Церква Святого Стефана Севастополь
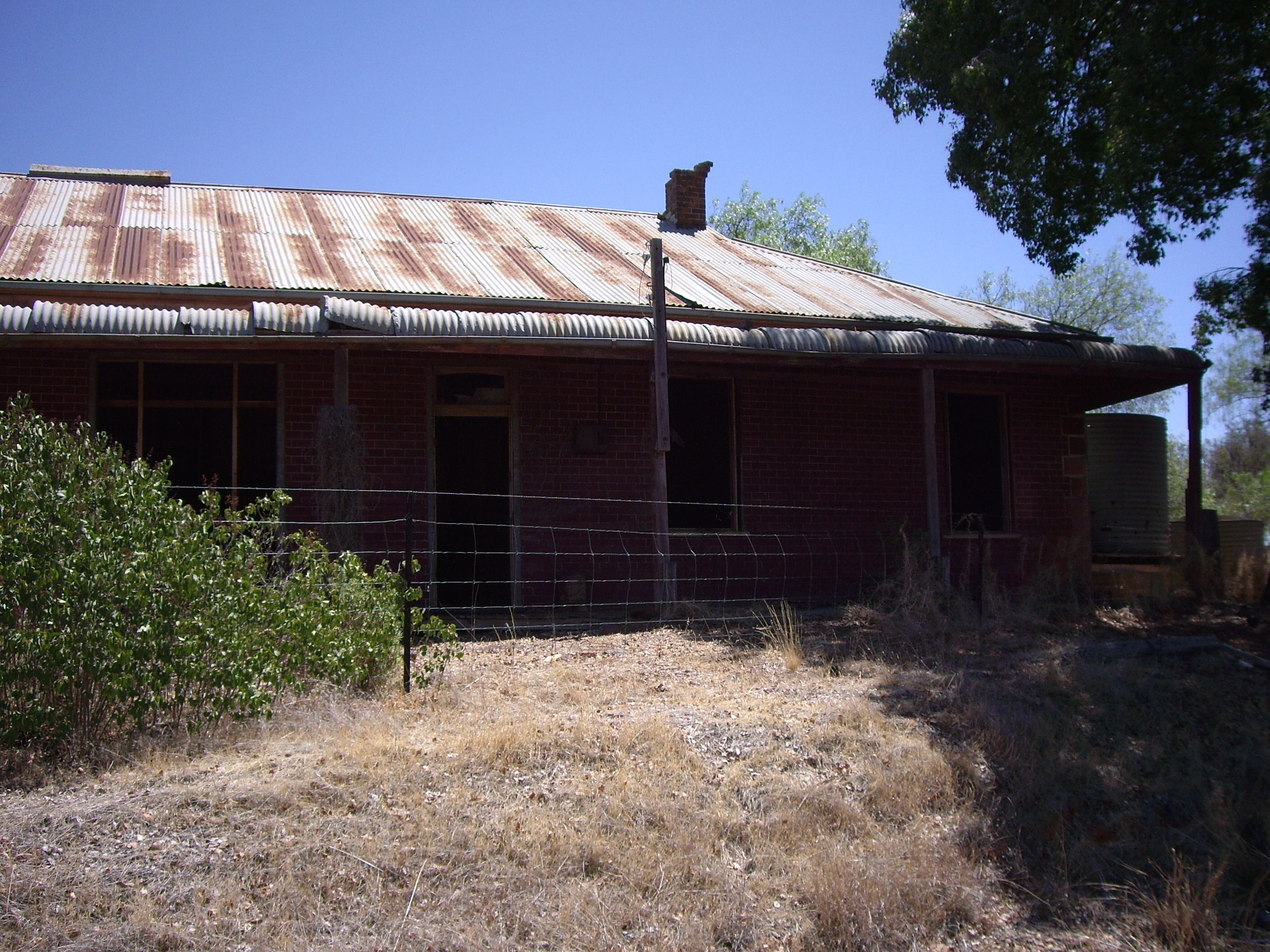
Руїни в Севастополі